# کشتار وولا
کشتار وولا (لهستانی: Rzeź Woli) قتل‌عام برنامه‌ریزی شده ۴۰ تا ۵۰ هزار شهروند لهستانی در محله وولا واقع در ورشو توسط واحدهای نظامی آلمانی و هم پیمانان روس آن‌ها از واحدهای اس اس تحت فرماندهی برانیسلاو کامینسکی در روزهای ابتدایی قیام ورشو است.
نیروهای آلمانی ده‌ها هزار شهروند لهستانی به انضمام اسرای ارتش میهنی را طی روزهای ۵ تا ۱۲ اوت ۱۹۴۴ به صورت وحشیانه و منظم در سرتاسر محله وولا کشتار کردند. آلمانی‌ها انتظار داشتند با این کشتار سبوعانه عزم مبارزان لهستانی برای مقاومت کاسته شده و قیام هر چه زودتر به پایان برسد اما پس از این کشتار نیروهای لهستانی با توانی بیشتر به مقاومتی ادامه دادند که نیروهای آلمانی برای شکست آن به دو ماه دیگر زمان نیاز داشتند.

## کشتار

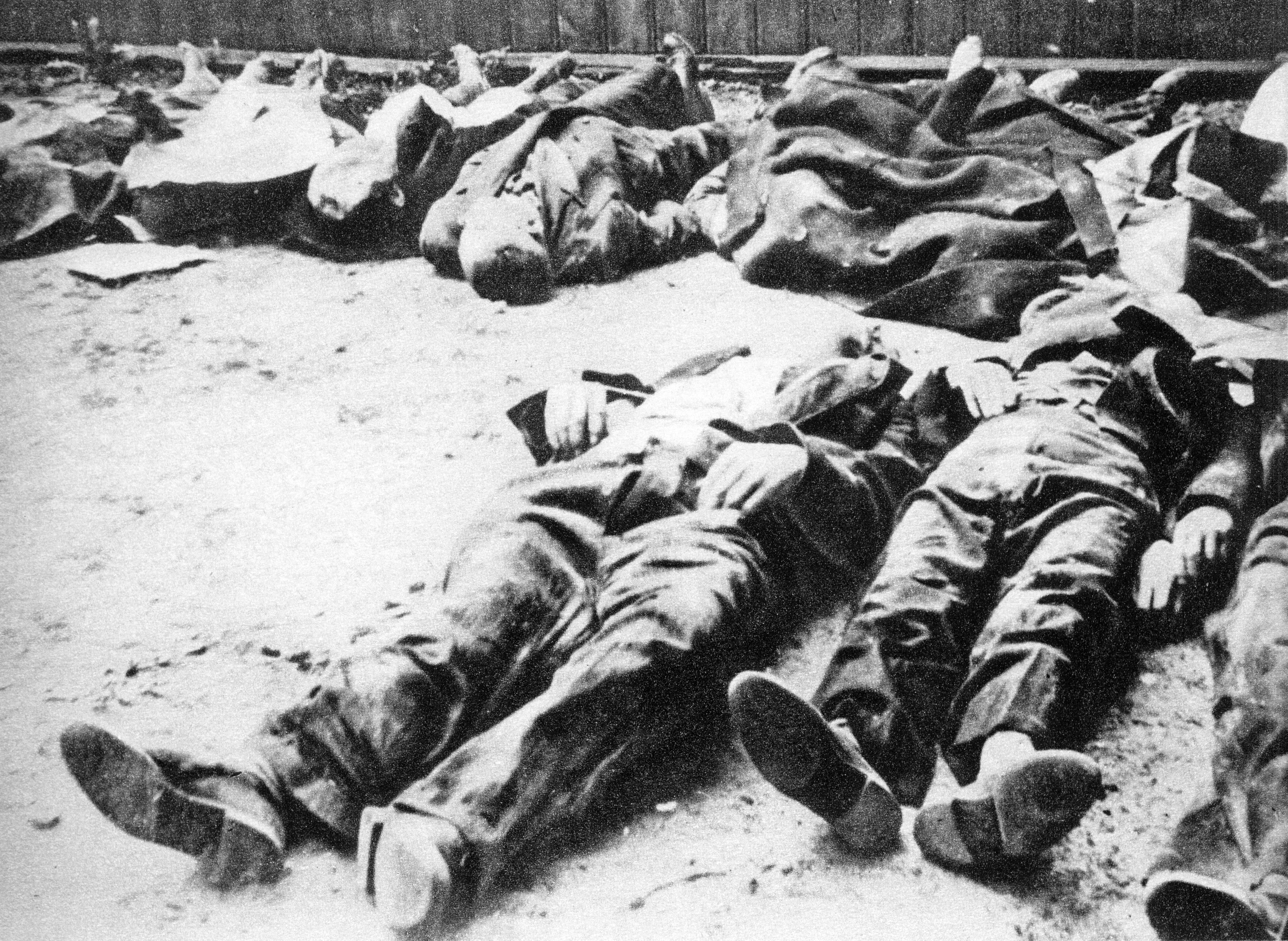
تصویری از کشته شدگان محله وولا.

قیام ورشو در ۱ اوت ۱۹۴۴ آغاز گشت و طی چند روز مبارزان لهستانی توانستند قسمت اعظم بخش غربی شهر را آزاد کنند. (قیام در بخش دیگر شهر واقع شرق رود ویستولا به سرعت توسط آلمانی‌ها سرکوب شد). دو روز پس از آغاز قیام اوبرگروپنفورر اریش فون دم باخ-زلوسکی به فرماندهی تمام نیروهای آلمانی در ناحیه ورشو منصوب گشت و با توجه به فرمان هیملر برای سرکوب بی‌رحمانه این شورش شیوه‌های ترور و وحشت را مبنای کار خویش قرار داد.
در روز ۵ اوت واحدهای آلمانی پیشروی خویش به سمت مرکز شهر را آغاز کردند که از غرب محله وولا می‌گذشت. واحدهای آلمانی شامل سربازان ارتش و اس اس به همراه واحدهایی از جانیان و زندانیان و اسرای روس پیوسته به نیروهای آلمانی بود. قوای آلمان که به علت مقاومت شدید مبارزان لهستانی قادر به پیشروی نبودند به خانه‌های مردم هجوم برده و شروع به تجاوز و کشتار کردند. هاینز راینفارت که خود فرمانده نیروهای آلمانی در این عملیات بود تخمین می‌زند تنها در همان روز ابتدایی عملیات ۱۰ هزار شهروند لهستانی که غالباً کهنسالان و زنان و کودکان را شامل می‌شد توسط نیروهای آلمانی کشته شدند.
در همین روز واحدهای لهستانی موفق شدند تا با آزادسازی یک اردوگاه زندانیان در مکانی که سابقاً گتو ورشو در آن قرار داشت راه ارتباطی میان محله وولا و باقی نقاط شهر باز کند تا از طریق آن نیروهای کمکی به محله وارد شوند و غیرنظامیان از آن تخلیه شوند. دو روز بعد در ۷ اوت نیروهای تجدید قوا کرده آلمانی تهاجم خود را از سر گرفتند. آن‌ها غیرنظامیان را سپر انسانی خویش قرار داده و با کمک این شیوه‌ها به همراه برتری نظامی توانستند محله وولا را به دو قسمت تقسیم کنند.
نیروهای آلمانی دو بیمارستان این محله را به همراه تعدادی از مریضان داخل آن به آتش کشیدند و باقی مریضان و خدمه بیمارستان‌ها را اعدام نمودند. بیشترین کشتارها در یک خاکریز راه‌آهن و دو کارخانه واقع در محله اتفاق افتاد که در هر یک از این‌ها هزاران انسان که گروه گروه به آنجا منتقل شده بودند به صورت منظم کشته شدند. در روز ۱۲ اوت بالاخره فرمان توقف کشتار صادر گشت و اعلام شد غیرنظامیان باید از شهر تخلیه شده و به اردوگاه‌های کار اجباری منتقل شوند.
برای از بین بردن شواهد این کشتارها واحدهایی از مردان لهستانی دستگیر شده تحت عنوان واحد سوزاندن ایجاد شدند که وظیفه داشتند با سوزاندن اجساد و منازل هرگونه اثر این کشتارها را پاکسازی کنند. بیشتر این مردان خود در انتهای کار اعدام گشتند.

## پس از کشتار

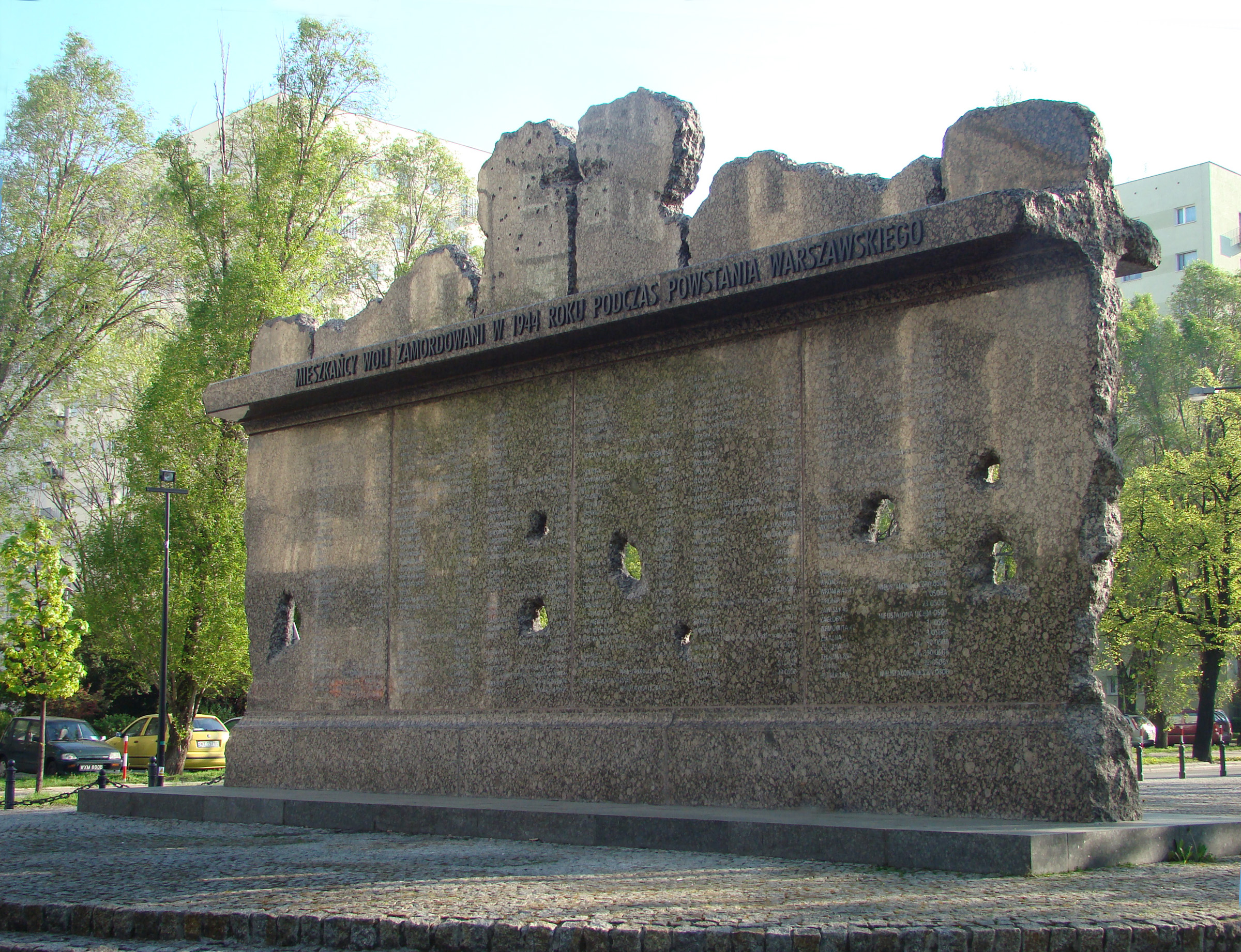
یادواره کشتار محله وولا که بر روی آن نام محل‌های کشتار در سرتاسر محله به همراه میزان تخمینی کشته شدگان یادداشت شده‌است.

هیچ‌یک از افراد و واحدهای دخیل در کشتارهای قیام ورشو پس از پایان جنگ جهانی دوم محاکمه نشدند. عاملان اصلی کشتار وولا و کشتار مشابه آن در محله اوختا هاینز راینفارت و اسکار دیرلوانگر بودند. دیرلوانگر که فرماندهی عملیات کشتار را به عهده داشت و خود شخصاً در بسیاری از اعمال وحشیانه دست داشت در ۱ ژوئن ۱۹۴۵ توسط نیروهای فرانسوی درر حالی که سعی داشت با نام مستعار زندگی کند دستگیر گشت و ۷ روز بعد در زندان و احتمالاً به علت سو رفتار نگهبانان لهستانی‌اش درگذشت. راینفارت در سال ۱۹۴۵ توسط مقامات آمریکایی و انگلیسی تحت بازداشت قرار گرفت اما علی‌رغم درخواست‌های مکرر لهستان او را مسترد نکردند. پس از آنکه دادگاه آلمان غربی او را به علت کمبود شواهد آزاد کرد راینفارت زندگی موفقی را به عنوان یک وکیل آغاز کرد. او مدتی به عنوان شهردار شهردار وسترلاند انتخاب شد و دوره‌ای به عضویت مجلس ایالت شلسویگ-هولشتاین درآمد. همچنین دولت آلمان غربی او را ژنرال بازنشسته اعلام کرد و به اون مقرری بازنشستگی اعطا کرد. راینفارت نهایتاً در سال ۱۹۷۹ درگذشت.